# 宝幢寺 (山形市)
宝幢寺（ほうどうじ）は、かつて山形市にあった真言宗の寺院。摩訶伽羅山宝珠院宝幢寺。

## 歴史
- 創建は不明。奈良時代（西暦700年代の初めごろ）に山形市西部の滝平に開かれたと伝わる。
- 延文2年（1357年）、山形城の初代城主となる斯波兼頼が山形城内に宝幢寺を祈願所として移した。
- 寛文2年（1662年）、山形城主松平忠弘の時に宝幢寺の庭園が改築され、現在も残る池泉回遊式庭園は、この時に現在の「もみじ公園[1]」の原型ができたとされる[2]。
- 明治3年（1870年）廃寺[3]。
- 出羽国分寺薬師堂の金堂は、明治44年（1911年）に火災により堂宇が焼失したため、宝憧寺の本堂を移築して新たな薬師堂となっている[4]。

## 所在地
- 山形県山形市東原町2丁目16-7[5]

## アクセス
- JR山形駅より2km程度[6]